# Большая Тельная
Больша́я Те́льная — река в Кабанском районе Бурятии. Впадает в озеро Байкал на высоте 456 м.

## География
Длина реки — 16 км.
Берёт начало в 14 км к югу-востоку от города Бабушкин и течёт в северо-западном направлении. Основной приток — река Малая Тельная (справа).
Поселения на берегах реки отсутствуют. Крупные притоки отсутствуют.
Река с юга впадает в озеро Байкал.
Протекает преимущественно в гористой местности. У истока присутствует заболоченность. Климат — резко континентальный.

## Данные государственного водного реестра
По данным государственного водного реестра России и геоинформационной системы водохозяйственного районирования территории РФ, подготовленной Федеральным агентством водных ресурсов:
- Бассейновый округ — Ангаро-Байкальский
- Речной бассейн — бассейны малых и средних притоков средней и северной части озера Байкал
- Водохозяйственный участок — бассейны рек южной части озера Байкал в междуречье рек Селенга и Ангара.